# Jacques Yvon Ndolou
Jacques Yvon Ndolou est un militaire et homme politique congolais né le 3 mai 1944 à Bohoulou (Cuvette).
Général de division, il fut chef d'État-major général des Forces armées congolaises (FAC) de 1999 à 2002. Il fut également ministre de la Défense (2002-2009) ainsi que ministre des Sports et de l’éducation sportive (2009-2011).
Depuis le 29 juin 2017, il est ambassadeur de la République du Congo en Centrafrique, et fut ambassadeur en Allemagne de 2012 à 2017.

## Biographie

### Jeunesse
Jacques Yvon Ndolou naît le 3 mai 1944 à Bohoulou, un village du district de Mossaka (Cuvette). Il fait ses études à l'Académie militaire Frounze de Moscou, où il obtient une maitrise en sciences militaires ainsi qu'un diplôme d’État-major et de commandement tactico-opérationnel. Il étudie également à l'École spéciale militaire de Saint-Cyr en France durant les années 1970.

### Carrière sportive
Sportif polyvalent, il participe avec son équipe de volley-ball à la première Coupe des Tropiques de 1962 à Bangui (Centrafrique) où il remporte la médaille d'argent, ainsi qu'aux premiers Jeux africains de 1965 à Brazzaville, où il remporte la médaille de bronze. Il fut également le capitaine de l'équipe des Diables rouges lorsque celle-ci remporta la 8e Coupe d'Afrique des nations de football en 1972.

### Carrière militaire
Jacques Yvon Ndolou entre en service le 22 juin 1962. Il est mis à la tête de la zone militaire no 5 (Ouesso), et participe à la création de l'Académie militaire Marien-Ngouabi.
En 1998, il est promu au grade de général de brigade par Denis Sassou-Nguesso. Un an plus tard, le 22 janvier 1999, il est nommé chef d’État-major général des Forces armées congolaises (FAC), après qu'Yves Motandeau-Monghot ait été impliqué dans un coup d'État. Il occupe ce poste jusqu'au 20 décembre 2002, date où il est remplacé par Charles Richard Mondjo.
Le 1er octobre 2002, il accède au grade de général de division.

### Carrière politique
Jacques Yvon Ndolou occupe de 1995 à 1999 le poste de directeur de cabinet du ministre de la Défense. Il devient par la suite ministre délégué à la Présidence de la République, chargé de la Défense nationale (2002-2005), avant d'accéder au statut de ministre à la Présidence de ce même portefeuille le 7 janvier 2005, poste qu'il occupe jusqu'en septembre 2009, date où il se fait remplacer par Charles Zacharie Bowao. Il est ensuite nommé ministre des Sports et de l’Éducation physique le 15 septembre 2009 à la place de Serge Michel Odzoki (en), et occupe cette fonction jusqu'au 17 août 2011, date où il est remplacé par Léon-Alfred Opimbat (en),.
Il fut ensuite pendant un temps secrétaire général adjoint du Comité national olympique et sportif congolais.
Le 15 mai 2012, il est nommé au poste d'ambassadeur de la République du Congo en Allemagne. Puis, le 29 juin 2017, il est nommé ambassadeur en Centrafrique.

### Vie privée
Jacques Yvon Ndolou est marié, et père de dix enfants.